# Relations entre le Liberia et l'Union européenne
Les relations entre le Liberia et l’Union européenne reposent sur l’accord de Cotonou.

## Aide au développement
L'aide au développement en faveur du Liberia s'est élevé à 223,8 millions d'euros pour la période 2008 à 2013.

## Sources

## Compléments